# 地域創造
一般財団法人地域創造（ちいきそうぞう、Japan Foundation for Regional Art-Activities(JAFRA)）とは、「地方団体の要請に応えて芸術文化の振興による創造性豊かな地域づくり団体を支援すること」を目的として1994年（平成6年）9月30日に設立された法人である。元総務省所管。

## 概要
1994年7月、自治省（現総務省）が設置した「地域文化の振興に関する調査研究会」（委員長：木村尚三郎東京大学名誉教授）による提言「地域における芸術文化振興のための施策のあり方─美しく心豊かなふるさとづくりをめざして─」を踏まえ、同年9月に全国知事会、全国市長会、全国町村会、関係団体等により発起人会が寄附行為、基本財産等を決定し設立された。
具体的には、1980年代から90年代にかけて全国の地方公共団体で公立文化施設の整備が進展した一方で、ハード面である施設整備に比べ遅れていたソフト面の整備・拡充を目的として設立された財団である。

## 常勤役員
- 会長　山本信一郎
- 理事長　河内隆

## 所在地
- 東京都港区赤坂6-1-20 国際新赤坂ビル西館8階

## 事業
「芸術文化活動を通じた地域の振興を支援」を活動方針とし、以下の活動を行っている。
- 地域における芸術文化活動を担う人材の養成
- 地域における公立文化施設の利活用の促進を支援
- 地域において活動が期待されるアーティストの確保
- 地方団体が単独では実施困難な事業を支援
- 芸術文化活動を通じた地域づくりのための調査研究等

## 地域伝統芸能まつり
地域伝統芸能まつりは毎年2月下旬の日曜にNHKホールで開催されるイベントで、地域創造と同まつり実行委員会の主催、総務省、文化庁、観光庁、NHK後援で実施される。2001年に初開催。2020年から22年は中止。2022年は府中の森芸術劇場で開催予定だった。
ショーは日本を代表するまつりや伝統文化のハイライトが上演され、観覧はすべて招待制であり、事前の申し込みが必要である。イベントの模様はNHK Eテレでダイジェスト放送される。

## 「事業仕分け」における批判
2010年5月21日に行政刷新会議が実施した「事業仕分け」において、本法人の実施している「地域の文化・芸術活動支援事業」及び「公共ホール活性化事業」が評価の対象となった。議事の結果、「（当該法人の所管官庁である総務省において、当 WG の以下の結論に沿って、必要な指導を行っていただきたいとの前提で）国と地方の役割分担の在り方について整理するとともに、地方の総意に基づき行っていると言われる事業については、このような「地方の総意」の再検討を行う」「対象事業の見直しを行う」との評価がなされた。